# Sport-Welt
Die Sport-Welt ist eine mehrfach wöchentlich erscheinende Sportzeitschrift. Sie beschäftigt sich zum größten Teil mit Galopprennsport.
Die erste Ausgabe der Sport-Welt erschien 1887 im Berliner Verlag Hackebeil mit dem Zusatz „vereinigt mit Deutscher Sport, Renn-Courier und Das Sportblatt ; die nationale Zeitung für Pferdesport und Pferdezucht“ und gilt als älteste Sportzeitung Deutschlands. Sie stellt das Erscheinen kriegsbedingt 1941 ein. Nach dem Zweiten Weltkrieg erschien sie ab 1950 wieder und wurde mit dem Untertitel die deutsche Galoppsportzeitung vom Kölner Verlag Deutscher Sportverlag verlegt.
Die Sport-Welt berichtet über alle deutschen und international wichtigen Renntage. Darüber hinaus über Zuchtthemen und stellt Statistiken und uns weiter Wettinformationen zur Verfügung.

## Ehemalige Chefredakteure (Auswahl)
- Heinz-Josef Kammerinke[5]
- Daniel Delius (von 2000 bis 2007)
- Peter Scheid[6]